# Chrysobothris beyeri
Chrysobothris beyeri är en skalbaggsart som beskrevs av Schaeffer 1904. Chrysobothris beyeri ingår i släktet Chrysobothris och familjen praktbaggar. Inga underarter finns listade i Catalogue of Life.